# Xenohyla eugenioi
Xenohyla eugenioi é uma espécie de anfíbio da família Hylidae. Endêmica do Brasil, pode ser encontrada nos municípios de Maracás, Planalto e Poções, no estado da Bahia, e no município de Salto da Divisa, no estado de Minas Gerais.
Em abril de 2014, no município de Pedra Mole, estado de Sergipe, na Fazenda Senhor Bonfim, num trecho de mata ripária, em ambiente de ecótono entre Mata Atlântica e caatinga, foi capturado numa bromélia terrestre um espécime de X. eugenoi. A captura do espécime, que se encontra na coleção de anfíbios do Laboratório de Biologia e Ecologia de Vertebrados of the Universidade Federal de Sergipe, com o registro LABEVA 1073, permitiu alargar a sua área de distribuição 423,4 quilômetros em linha reta, a norte da localidade do holótipo, no município de Maracás, no centro-sul do estado da Bahia, e 277 quilômetros em relação à localidade mais próxima onde se registou a sua presença, no município de Ipirá, na região central-norte da Bahia. Até à data, apenas cinco espécimes de X. eugenoi haviam sido recolhidos, quatro no estado da Bahia e um em Minas Gerais, sendo o espécime sergipano de Pedra Mole o sexto a ser encontrado.